# Sundre (Canada)
Sundre è un centro abitato del Canada situato nella contea di Mountain View, nella provincia dell'Alberta, il nome deriva da quello di una città scandinava da cui proveniva uno dei primi abitanti del luogo. Il primo ufficio postale venne aperto agli inizi del 1900, nel 2016 aveva una popolazione di circa 2 700 abitanti.
Nel territorio del paese scorre il fiume Red Deer.